# Eleccions legislatives búlgares de 2009

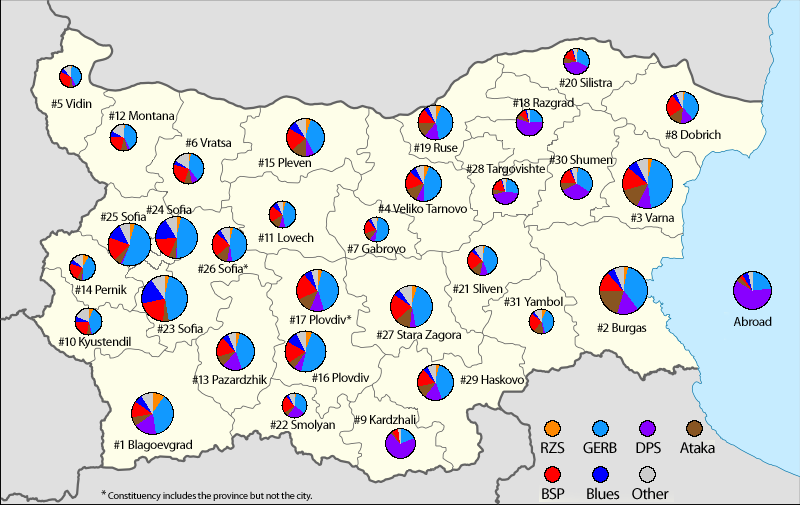
Resultats de les eleccions per constituències

Les eleccions legislatives búlgares de 2009 se celebraren el 5 de juliol de 2009 per a renovar els 240 membres de l'Assemblea Nacional de Bulgària. El vencedor fou el nou partit de centredreta Ciutadans pel Desenvolupament Europeu de Bulgària (GERB), i el seu cap, Boiko Boríssov, fou nomenat primer ministre de Bulgària.
Resultats de les eleccions de 5 de juliol de 2009 per a renovar l'Assemblea Nacional de Bulgària 
| Partit                                          | Partit                                                                                                | Vots      | %      | +/–   | Escons | +/– |
| ----------------------------------------------- | --- | --------- | ------ | ----- | ------ | --- |
|                                                 | Ciutadans pel Desenvolupament Europeu de Bulgària (Граждани за европейско развитие на България, GERB) | 1.678.641 | 39,72  | nou   | 116    | nou |
|                                                 | Coalició per Bulgària (Коалиция за България)                                                          | 748.147   | 17,70  | −13,3 | 40     | −42 |
|                                                 | Moviment pels Drets i les Llibertats (Движение за права и свободи)                                    | 610.521   | 14,45  | +1,7  | 38     | +4  |
|                                                 | Unió Nacional Atac (Национален съюз Атака)                                                            | 395.733   | 9,36   | +1,2  | 21     | ±0  |
|                                                 | Coalició blava (Синята коалиция)                                                                      | 285.662   | 6,76   | −7,3  | 15     | −22 |
|                                                 | Ordre, Legalitat, Justícia (Ред, законност и справедливост)                                           | 174,582   | 4,13   | nou   | 10     | nou |
|                                                 | Líder (Bulgària) (ЛИДЕР)                                                                              | 137.795   | 3.26   | nou   | —      | —   |
|                                                 | Moviment Nacional per l'Estabilitat i el Progrés (Национално движение за стабилност и възход )        | 127.470   | 3,02   | −16,9 | —      | −53 |
|                                                 | Els Verds (Зелените)                                                                                  | 21.841    | 0,52   | nou   | —      | —   |
|                                                 | Per la Pàtria (За Родината ДГИ-НЛ)                                                                    | 11.524    | 0,27   | —     | —      | —   |
|                                                 | Coalició d'Esquerra Búlgara (Българска лява коалиция)                                                 | 8.762     | 0,21   | —     | —      | —   |
|                                                 | Unió de les Forces Patriòtiques "Defensa" (Съюз на патриотичните сили Защита)                         | 6.426     | 0,15   | —     | —      | —   |
|                                                 | Moviment Polític Socialdemòcrata (Политическо движение Социалдемократи)                               | 5,004     | 0,12   | —     | —      | —   |
|                                                 | Unió Nacional Búlgara – Nova Democràcia (Български национален съюз - НД)                              | 3.813     | 0,09   | —     | —      | —   |
|                                                 | L'Altra Bulgària (Другата България)                                                                   | 3.455     | 0,08   | —     | —      | —   |
|                                                 | Partit de l'Alternativa Liberal i la Pau (Партия на либералната алтернатива и мира)                   | 2.828     | 0,07   | —     | —      | —   |
|                                                 | Unió dels Patriotes Búlgars (Обединение на българските патриоти)                                      | 2.175     | 0,05   | —     | —      | —   |
|                                                 | Moviment Nacional per la Salvació de la Pàtria (Национално движение за спасение на Отечеството)       | 1.874     | 0,04   | —     | —      | —   |
| Vots vàlids                                     | Vots vàlids                                                                                           | 4.226.194 | 97,75  | —     | 240    |     |
| Vots nuls                                       | Vots nuls                                                                                             | 97.387    | 2.25   | —     | —      | —   |
| Total (participació: 60,20%)                    | Total (participació: 60,20%)                                                                          | 4.323.581 | 100.00 | —     | —      | —   |
| Font: CIK Arxivat 2012-02-25 a Wayback Machine. | |           |        |       |        |     |